# Martin-Luther-Schule (Rimbach)

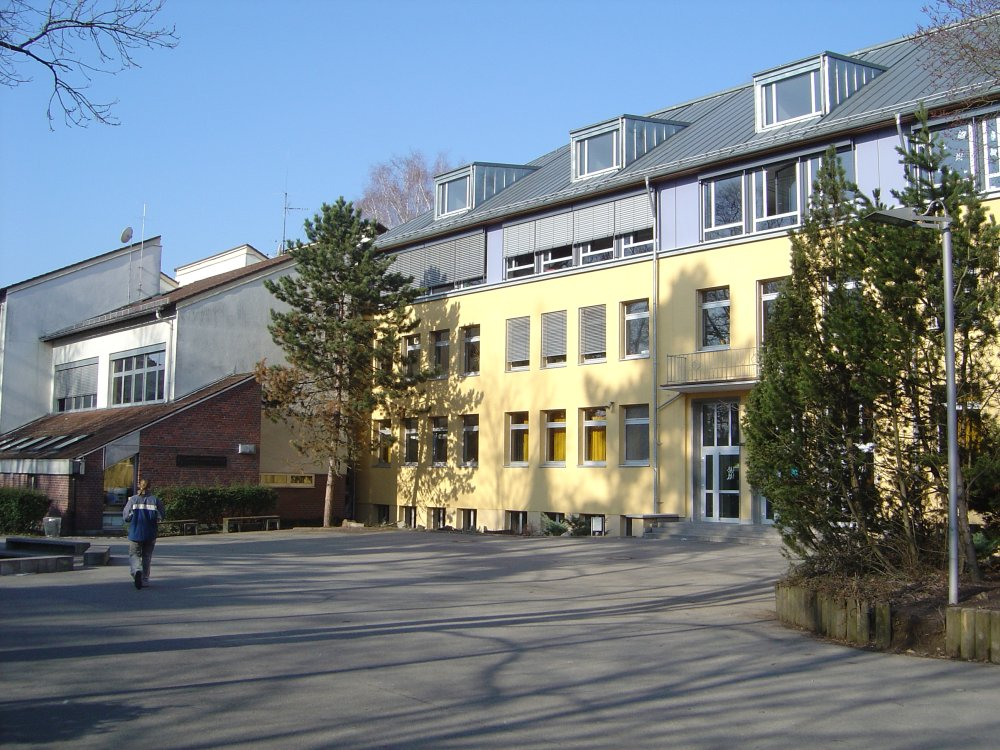

Die Martin-Luther-Schule (kurz MLS) ist ein Gymnasium mit Schwerpunkt Musik im südhessischen Rimbach und mit etwa 1100 Schülern eine große Schule im Landkreis Bergstraße. Die Schule ist ein voll ausgebautes Gymnasium als G9-Schule (Abitur in der Jahrgangsstufe 13) mit pädagogischem Nachmittagsprogramm und großem AG-Angebot.

## Gebäude und Ausstattung
Die Schule besteht aus insgesamt vier Gebäuden (A–D) und verfügt über eine Bibliothek bzw. Mediathek.
Eine stetig steigende Schülerzahl führte in den 1990er Jahren zu einem akuten Platzmangel. Eine Aufstockung des alten Hauptgebäudes (A-Gebäude) im Jahr 2000 konnte das Problem nur kurzzeitig beheben. Es mussten provisorisch Container als Unterrichtsräume aufgestellt werden. Als eine langfristige Lösung wurden die Gebäudekomplexe C und D abgerissen und bis Ende 2014 für rund 21 Millionen Euro als neues Hauptgebäude wieder errichtet.
Mit Abschluss des Digitalpakts ist die Schule flächendeckend mit WLAN und interaktiven Whiteboards ausgestattet. Weiterhin verfügt die Martin-Luther-Schule über mehrere iPad-Koffer, fünf Computerräume und 3D-Drucker. Das Lehrerkollegium ist mit dienstlichen iPads ausgestattet.

## Sprachen
Als erste Fremdsprache wird Englisch angeboten, als zweite Fremdsprache steht ab der 7. Jahrgangsstufe Französisch oder Latein zur Wahl. Als dritte Fremdsprache kann im Rahmen des Wahlpflichtunterrichts bei Interesse ab der Klasse 9 Spanisch gewählt werden. Für Quereinsteiger wird in der E-Phase (11. Klasse) das Fach Italienisch angeboten, welches bei freien Kapazitäten auch für interne Interessenten offen ist.
Möglichkeiten zum internationalen Austausch gibt es durch das Erasmus+ Programm, an welchem die Schule teilnimmt. Hierbei bekommen Schüler die Möglichkeit, im Rahmen von Praktika und Austauschprojekten verschiedene Kulturen zu erleben.

## Bilingualer Unterricht
Ab der achten Klasse wird auch bilingualer Unterricht angeboten. Hier werden dann im Wechsel die Fächer Geschichte und Politik/Wirtschaft bilingual unterrichtet. Die Entscheidung zur Teilnahme am bilingualen Unterricht wird zur Klasse 7. getroffen – in diesem Rahmen werden dann i. d. R. die Klassen entsprechend neu gebildet.

## Projekte

### Naturparkschule
Kern des Netzwerks Naturpark-Schulen ist der Aufbau einer festen, dauerhaften Kooperation zwischen den Naturparken und Schulen.
Die Auszeichnung zur Naturpark-Schule erfolgt nach speziellen Kriterien, nach denen sich die Schulen verpflichten, Naturparkthemen und Themen der Bildung für nachhaltige Entwicklung (BNE) regelmäßig im Unterricht zu verankern und damit auch einen Beitrag zur BNE zu leisten.
Durch die Zusammenarbeit mit den Schulen werden Themen aus den Naturpark-Regionen wie biologische Vielfalt, Natur und Landschaft, Kultur und Handwerk sowie Land- und Forstwirtschaft im Unterricht oder auch in Exkursionen oder Projekttagen der Schulen behandelt. Des Weiteren werden außerschulische Partner wie Förster, Naturschützer und Landwirte einbezogen. Die Schüler lernen auf diese Weise ihre Heimatregionen kennen.

### Gastlehrer in Indien (Pavitram, Tamil Nadu)
Jedes Jahr reisen zwei Abiturienten an eine katholische Partnerschule in einem kleinen Dorf in Süd-Indien als Gastlehrer in „Spoken English“. Sie werden zuvor von einem kleinen Auswahlkomitee ausgewählt. Finanziell werden sie dabei vom Freundeskreis unterstützt.

### Bausteine der Persönlichkeit
Die „Bausteine der Persönlichkeitsentwicklung“ sind ein Projekt, das es den Schülerinnen und Schülern ermöglicht, über die im Unterricht erworbenen Qualifikation und Kompetenzen hinaus vielfältige Erfahrungen im Bereich der Sozialen Kompetenz zu erwerben.
Drei Aspekte sind hierbei von zentraler Bedeutung:
- Persönlichkeit und Persönlichkeitsentwicklung
- Kommunikationsfähigkeit
- Fremdsprachenkompetenz

Die Schule bietet Seminare, Workshops und Vorträge zu Themen wie Rhetorik, Persönlichkeitstraining, Prioritätenmanagement, Debattieren (auch in Englisch) an.

### THIMUN
Seit den 2000er Jahren nehmen Oberstufenschüler der MLS an THIMUN teil, was für The Hague International Model United Nations steht. Jeweils Anfang Februar treffen sich im Kongresszentrum von Den Haag 3500 Schüler aus aller Welt, um aktuelle Themen internationaler Politik zu bearbeiten.
Den Rahmen geben Model United Nations vor: In diesen Simulationen (oder auch Planspielen) der Vereinten Nationen übernehmen Gruppen von Schülern die Aufgabe, für eine Woche in die Haut einer Delegation eines fremden Landes zu schlüpfen und die Ansichten dieses Landes im Rahmen der simulierten Verhandlungen der Vereinten Nationen zu vertreten. In Den Haag geschieht dies auf Englisch – und so müssen auch die teilnehmenden Schüler der MLS in der Vorbereitung auf diese Konferenz nicht nur die zur Debatte stehenden Themen kennen lernen und ein ihnen bis zu diesem Zeitpunkt über fremdes Land recherchieren, sie müssen auch lernen, überzeugend auf Englisch zu argumentieren und in Debatten mit vielen englischsprachigen Schülern zu bestehen.

### Jugend debattiert
An der MLS wird Jugend debattiert im Rahmen des Deutschunterrichts in der Jahrgangsstufen 9 und 10 grundsätzlich mit und für alle Schüler statt. Insbesondere Debatten in solch strukturierter Form, wie es in Jugend debattiert vorgesehen sind, fördern durch die Auseinandersetzung mit verschiedenen Sichtweisen auf gestellte Problematisierungen fachliche, aber auch überfachliche Kompetenzen – wie z. B. die Sprachkompetenz, Sozialkompetenz und personale Kompetenz. Die aus den Debatten ermittelten Schulsieger werden – begleitet von einer Lehrkraft der Fachschaft Deutsch – am übergeordneten Regionalwettbewerb des Schulverbundes Bergstrasse/Odenwald teil.
Die Hieraus ermittelten Sieger nehmen am Südhessenfinale, Hessenfinale und Bundesfinale teil. Regelmäßig qualifizierten sich die Rimbacher Schulsieger oft bis hin ins Südhessenfinale und darüber hinaus. Einen großen Erfolg feierten die MLS, als eine MLS-Schülerin bis ins Bundesfinale zog und dort als Bundessiegerin abschloss.

### Jugend präsentiert
Die Martin-Luther Schule ist seit 2019 anerkannte „Jugend präsentiert Schule“. Mehrere Kollegen sind als Multiplikatoren ausgebildet und unterstützen die Lehrer der Jahrgangsstufen 7 (Biologie) und 8 (Chemie) bei der Umsetzung des Wettbewerbs in Jahrgangsbreite.

### Schüler lehren Schüler
Seit dem Schuljahr 2016/2017 gibt es an der MLS das Projekt „Schüler lehren Schüler“. Die Idee ist, dass Schüler, die überdurchschnittlich gute Leistungen in ausgewählten Fächern erbringen, ihr Wissen an Schüler jüngerer Jahrgangsstufen weitergeben. Diese Trainingsstunden finden in regelmäßigen Abständen in Kleingruppen statt.
Die Oberstufenschüler erhalten eine Einführung in das Unterrichten jüngerer Mitschüler (pädagogische Tipps, Unterrichtsmaterialien, Begleitung und Unterstützung durch eine Lehrkraft). Sie vollziehen einen Rollenwechsel vom Schüler zum „Lehrer“ und sammeln auf diese Weise Erfahrungen bei der Vermittlung ihres erworbenen Wissens.

### Gastlehrerprogramm mit St. Olaf College/Northfield
Das Gastlehrerprogramm, der sogenannte Martin-Luther-Schule Teacher Award mit dem St. Olaf College in Northfield, Minnesota, USA, hat an der MLS eine lange Tradition. 1948 kam die erste amerikanische „Miss“ Josephine Haugen nach Rimbach.
Dahinter steht die Idee, Verbindungen zwischen Menschen durch das Kennenlernen der jeweils anderen Kultur und Lebenswelt zu stiften. Diese Idee hatten und realisierten in der Nachkriegszeit der Rimbacher Pfarrer Willi Hörnle und Howard Hong (St .Olaf) während eines Treffens im Rahmen des Lutherischen Weltbunds.
Nach einer Unterbrechung dieses Programms im Jahre 1968 initiierten Willi Jakob und der damalige Schulleiter Hans-Jürgen Schmidt 2001 eine Wiederaufnahme dieses besonderen Gastlehrerprogramms, so dass seitdem wieder jährlich ein neuer Gastlehrerin von dem Komitee am St. Olaf’s College ausgewählt wird. Wichtig für die Entscheidung sind die Deutschkenntnisse und das pädagogische Geschick der Bewerber. Das Auswahlgremium am St. Olaf’s College wurde langjährig von Karl Fink geleitet, dann bestand eine enge Zusammenarbeit mit Chuck Huff und heute kooperiert und koordiniert das Programm mit Amanda Randall.
Unterstützt wird das Programm sowohl finanziell als auch ideell durch die Gastlehrer der ersten und zweiten Generation in den USA (vormals Virginia Larsen (+), Linda Johnke, Erik Grell) und in Deutschland und an der MLS in besonderer Weise durch den Freundeskreis der MLS, die Englischfachschaft, der Schulleitung und den Ehemaligenverein.
Die amerikanischen Gastlehrer kommen in der Regel im August nach Deutschland, besuchen zur Vertiefung ihrer Deutschkenntnisse einen Sprachkurs in Heidelberg und beginnen dann für ein Schuljahr mit ihrem Einsatz in Vertretungsstunden und Projekten, im Fachunterricht Englisch, in Conversation Classes und im Ganztagesangebot. Ihr Zuhause finden sie bei Gastfamilien aus der Schulgemeinde der MLS.

## Profile und Schwerpunkte

### Schwerpunkt Musik
Seit 2002 trägt die Schule das vom hessischen Kultusministerium verliehene Zertifikat „Schule mit Schwerpunkt Musik“, das in den Jahren 2010, 2014, 2018 und 2023 jeweils bestätigt wurde. Die Grundidee dieser Schwerpunktsetzung ist es, möglichst viele Kinder und Jugendliche nicht nur für Musik zu begeistern, sondern ihnen hierzu auch einen Zugang zu ermöglichen. Dies geschieht durch ein erweitertes Musikangebot. So gibt es in den fünften und sechsten Jahrgängen Bläser, Streicher- und Vokalklassen sowie die Möglichkeit im Rahmen der Bläserklasse ein Schlaginstrument zu erlernen. In den Jahrgangsstufen sieben bis zehn wird zusätzlicher Musikunterricht, in sog. Musikklassen, angeboten, was in der Oberstufe durch Musikgrund- und Leistungskurse seine Fortsetzung findet. Ein weiteres Kennzeichen des musikalischen Profils ist das große Angebot von musikalischen Arbeitsgemeinschaften auf unterschiedlichen Niveaustufen: drei große Chöre, zwei Kammerchöre, Orchester, Percussion-Ensemble, Instrumental-AG, Concert Band, Streicher-AG, Big Band, Rhythmik-AG und Bläserensemble. Die Musikklassen und AGs nehmen regelmäßig an diversen Musikveranstaltungen teil, dazu gehören die drei großen Weihnachtskonzerte im Mörlenbacher Bürgerhaus, das sommerliche Wandelkonzert, die musikalische Umrahmung schulischer und auswärtiger Veranstaltungen sowie die Teilnahme an zahlreichen Musikwettbewerben.

### MINT
Für ihren Einsatz zur Förderung von Mathematik, Naturwissenschaften und Informatik wurde die MLS 2017 mit dem Gütesiegel „MINT-freundliche Schule“ ausgestattet.
An der MLS besteht eine intensive Förderung in den Naturwissenschaften, Informatik und Mathematik. Es wird neben dem vorgeschriebenen Pflichtunterricht ein unterrichtliches Zusatzangebot angeboten. Neben einem für alle Mitglieder der Unterstufenklassen verpflichtenden Teil (Medienerziehung in der Jahrgangsstufe 5 und Informatikunterricht in der Jahrgangsstufe 6) stützt sich dieses vor allem auf drei Pfeiler:
• Arbeitsgemeinschaften, zum Beispiel NaWi-AG ab Jahrgangsstufe 5, Roboter-AG, Computer-AG, Martins-Science-Club, Energie-AG, Technik-AG, AG Schulgarten,
• Möglichkeiten im Wahl- und Wahlpflichtunterricht, zum Beispiel NaWi-WU, Informatik-WU und Informatik als Unterrichtsfach in der Oberstufe bis zum Abitur
• darüber hinaus üblicherweise in der Oberstufe Leistungskurse in Mathematik und in allen Naturwissenschaften.
Für Schüler mit ausgeprägten Talenten und Interessen ist die regelmäßige Teilnahme der MLS an überregionalen Wettbewerben in Mathematik, Informatik und allen Naturwissenschaften, deren Vorbereitung und die entsprechende Würdigung der Ergebnisse durch die Schule eine darüber hinaus gehende Möglichkeit, ihr Begabungsprofil und ihr fachliches Können zu vertiefen und weiterzuentwickeln.
Die Kooperation mit außerschulischen Partnern, wie zum Beispiel dem Geo- und Naturpark Bergstraße-Odenwald (Naturparkschule), den Universitäten Heidelberg, Darmstadt und Oldenburg im Bereich Naturwissenschaften und Informatik oder dem Juniorlabor der BASF und außerunterrichtliche Veranstaltungen, wie die Science Night oder das Geo-Naturparkfest, dienen der Ergänzung und Erweiterung schulischer Möglichkeiten.

### Informatikangebot
Jahrgangsstufe 5: Medienerziehung (alle Schüler)
Jahrgangsstufe 6: Grundzüge der Informatik (alle)
Jahrgangsstufe 6: Teilnahme am bundesweiten Wettbewerb Informatik-Biber (alle)
Jahrgangsstufe 5–7: Computer-AG (freiwillig)
Jahrgangsstufe 5–9: Roboter-AG (freiwillig)
Jahrgangsstufe 9 und 10: Informatik-WU (freiwillig im Rahmen des Wahlpflichtunterrichts)
Jahrgangsstufe 11 bis 13: Oberstufenkurse und Wahlmöglichkeit im Abitur

### Sport
Die Fachschaft Sport hat mit Beginn des Schuljahres 2008/2009 eine sportbetonte Lerngruppe (verkurst) eingerichtet. Neben dem regulären Sportunterricht sollen mit diesem Angebot talentierte Kinder und Jugendliche angesprochen werden, um sie mit leistungssportlicher Perspektive zu fördern.
In den Klassen 5–8 haben die Kinder der Sportklasse neben ihrem Pflichtunterricht eine zusätzliche Stunde Sport, die 14-täglich als Doppelstunde am Nachmittag durchgeführt wird. Es findet eine sportliche Grundausbildung statt, die sich am Lehrplan orientiert, ohne sich auf einzelne Sportarten zu konzentrieren.
In den Jahrgangsstufen 9 und 10 haben die Schüler die Möglichkeit, Sport als Wahlunterricht zu wählen und haben dann zusätzlich zu den zwei Stunden Regelunterricht zwei Stunden Sport mit den Schwerpunkten Ballsport und Leichtathletik.
In der Oberstufe kann Sport als Leistungskurs gewählt werden oder als dreistündiger Abiturkurs, der eine Prüfung in Sport als 4. Oder 5. Prüfungsfach ermöglicht.

## Schülervertretung
Die Schülervertretung der Martin-Luther-Schule zeichnet sich durch ihr großes schulisches und gesellschaftliches Engagement aus. Die Schülervertretung der Schule besteht aus einem Schulsprecher und zwei Stellvertretern, sowie je einem Unterstufen-, Mittelstufen- und Oberstufensprecher. Zusätzlich gibt es einen Pressesprecher.

## Partnerschulen
- Frankreich: Collège Sante-Thomas, Tourcoing
- Frankreich: Collège Clotaire Baujoin, Thourotte
- Frankreich: Collège de Racines et des Ailes, Drulingen
- Frankreich: Collège Jules Ferry, Aurillac
- Ungarn: Szabo Lörinc Altalanos Iskola es Gimnazium, Budapest
- Ungarn: Österreichisch-Ungarische Europaschule Budapest, Budapest
- Schweden: Jensen Gimnasiet, Uppsala
- Griechenland Insel Lesbos
- Italien Bologna

## Ehemalige Lehrer und Schüler
- Pe Werner (Sängerin, Abitur 1980), ehemalige Schülerin
- Mario Fesler (mit dem Deutschen Jugendliteraturpreis ausgezeichneter Schriftsteller, Abitur 1998)[3]
- Antonia Baum (Schriftstellerin und Journalistin, Abitur 2002), ehemalige Schülerin
- Lilo Beil (Schriftstellerin), ehemalige Lehrerin
- Frederic Hormuth (Kabarettist), ehemaliger Schüler (Abitur 1988)
- Jannik Kohlbacher (Handballspieler), ehemaliger Schüler[4]
- Moritz Laßmann (Komponist), ehemaliger Schüler
- Esther Valentin (Mezzosopran), ehemalige Schülerin

## Mit der Schule verbunden

### Ehemaligenverein
Am 30. August 2002 wurde der Verein Die Ehemaligen der MLS Rimbach e. V. gegründet, um früheren Schulangehörigen die Möglichkeit zu geben, sich weiter mit ihrer ehemaligen Schule verbunden zu zeigen. Jährlich findet ein Treffen aller Ehemaligen statt. Die Mitgliedschaft im Verein ist kostenlos.

### Freundeskreis
Der Freundeskreis besteht aus Eltern und Gönnern der Schule und stellt jährlich umfangreiche finanzielle Mittel für Ausstattung, wichtige Projekte, kulturelle Veranstaltungen und Ähnliches bereit.